# Valnari
Valnari (Bulgaars: Вълнари) is een dorp in het oosten van Bulgarije. Het dorp ligt in de gemeente Nikola Kozlevo, oblast Sjoemen. Het dorp ligt hemelsbreed ongeveer 43 km ten noordoosten van Sjoemen en 331 km ten noordoosten van Sofia. 

## Bevolking
Het dorp Valnari had bij een schatting van 2020 een inwoneraantal van 1.654 personen. Dit waren 105 mensen (6,8%) meer dan 1.549 inwoners bij de officiële census van februari 2011. De gemiddelde jaarlijkse groei in die periode komt daarmee uit op 0,66%, hetgeen hoger is dan het landelijk jaarlijks gemiddelde over deze periode (-0,63%).
| Bevolkingsontwikkeling tussen 1934 en 2020          |
| --------------------------------------------------- |
|                                                     |
| Bron: Nationaal Statistisch Instituut van Bulgarije |

In het dorp wonen grotendeels etnische Turken, maar ook Roma en Bulgaren. In 2011 identificeerden 1120 van de 1409 ondervraagden zichzelf als etnische Turken, oftewel 79,5% van alle ondervraagden. Daarnaast noemden 75 personen zichzelf Roma (5,3%) en 38 personen zichzelf etnisch Bulgaars (2,7%).
| Etnische samenstelling van de respondenten (2011) | Etnische samenstelling van de respondenten (2011) | Etnische samenstelling van de respondenten (2011) | Etnische samenstelling van de respondenten (2011) | Etnische samenstelling van de respondenten (2011) |
| ------------------------------------------------- | ------------------------------------------------- | ------------------------------------------------- | ------------------------------------------------- | ------------------------------------------------- |
|                                                   |                                                   |                                                   |                                                   |                                                   |
| Bulgaren                                          | Bulgaren                                          |                                                   | 2,70%                                             | 2,70%                                             |
| Turken                                            | Turken                                            |                                                   | 79,49%                                            | 79,49%                                            |
| Roma                                              | Roma                                              |                                                   | 5,32%                                             | 5,32%                                             |
| Anders/Onbekend                                   | Anders/Onbekend                                   |                                                   | 12,49%                                            | 12,49%                                            |

Van de 1.549 inwoners die in februari 2011 werden geregistreerd, waren er 296 jonger dan 15 jaar oud (19,1%), gevolgd door 1.078 personen tussen de 15-64 jaar oud (69,6%) en 175 personen van 65 jaar of ouder (11,3%).